# Tufayl Ibn 'Abdi Llâh
 (août 2024).
Si vous disposez d'ouvrages ou d'articles de référence ou si vous connaissez des sites web de qualité traitant du thème abordé ici, merci de compléter l'article en donnant les références utiles à sa vérifiabilité et en les liant à la section « Notes et références ».
Tufayl Ibn 'Abdi Llâh (طُفيل بن عبد الله) était un compagnon du prophète de l'islam Mahomet, fils de Umm Rûmmân et beau-fils de Abou Bakr As-Siddiq.
Sa mère, Umm Rummân, se maria à 'Abdu Llâh Ibn Al Hârith Ibn Sakhbarah Al Azdî. À un certain moment, Umm Rûmmân et sa famille déménagèrent à La Mecque, où son mari fit la connaissance de Abû Bakr - qui était alors marié à Qutaylah Bint 'Abd Il 'Uzzah - et devint son ami proche. Peu de temps après, ce dernier mourut et Umm Rûmmân se retrouva veuve, sans soutien et avec deux enfants à charge en plus de Tufayl. C'est alors que, voyant sa situation précaire et voulant honorer la famille de son défunt ami 'Abdu Llâh, Abû Bakr As Siddîq l'a demanda en mariage, proposition qu'elle accepta.